# Edmilson Junior
Edmilson Junior Paulo da Silva (Lieja, 19 de agosto de 1994) es un futbolista belga, naturalizado catarí, que juega de extremo en el Al-Duhail Sports Club de la Liga de fútbol de Catar. Es internacional con la selección de fútbol de Catar.

## Trayectoria
Edmilson comenzó su carrera deportiva en el Sint-Truidense de la Segunda División de Bélgica, equipo con el que debutó el 22 de agosto de 2012 en un partido frente al KV Oostende.
En 2016 fichó por el Standard de Lieja de la Primera División de Bélgica, y en 2018 abandonó Bélgica para jugar en el Al-Duhail Sports Club de la Liga de fútbol de Catar.

## Selección nacional
Edmilson es internacional con la selección de fútbol de Catar, con la que debutó el 10 de septiembre de 2024 en un partido de clasificación para la Copa Mundial de Fútbol de 2026 frente a la selección de fútbol de Corea del Norte.

## Clubes
| Club              | País    | Año       |
| ----------------- | ------- | --------- |
| Sint-Truidense    | Bélgica | 2012-2016 |
| Standard de Lieja | Bélgica | 2016-2018 |
| Al-Duhail S. C.   | Catar   | 2018-act. |

## Palmarés

### Títulos nacionales
| Título                              | Club              | País    | Año  |
| ----------------------------------- | ----------------- | ------- | ---- |
| Segunda División de Bélgica         | Sint-Truidense    | Bélgica | 2015 |
| Copa de Bélgica                     | Standard de Lieja | Bélgica | 2016 |
| Copa de Bélgica                     | Standard de Lieja | Bélgica | 2018 |
| Copa del Emir de Catar              | Al-Duhail S. C.   | Catar   | 2019 |
| Liga de fútbol de Catar             | Al-Duhail S. C.   | Catar   | 2020 |
| Copa del Emir de Catar              | Al-Duhail S. C.   | Catar   | 2022 |
| Copa de las Estrellas de Catar      | Al-Duhail S. C.   | Catar   | 2023 |
| Copa Príncipe de la Corona de Catar | Al-Duhail S. C.   | Catar   | 2023 |
| Liga de fútbol de Catar             | Al-Duhail S. C.   | Catar   | 2023 |
| Copa de las Estrellas de Catar      | Al-Duhail S. C.   | Catar   | 2025 |